# Santiago (Zelenortska Republika)
Santiago ili Santiagu kako ga zovu domaćini (portugalski: São Tiago = sv. Jakov) je najveći i najnaseljeniji otok Zelenortskog otočja od 266 161 stanovnika.

## Povijest
Santiago je otkrio portugalski pomorac António da Noli oko 1460., on je izgradio prvu utvrdu za smještaj malog garnizona kod današnjeg naselja Cidade Velha, tada znanog kao Ribeira Grande (to je najstarije naselje na otočju). Trgovina robovima iz obližnje Afrike pretvorila je Cidade Velhu u drugi najbogatiji grad tadašnjeg portugalskog carstva. Mali Portugal nije bio u stanju na dulje vrijeme zaštititi svoje kolonije, tako da su engleski, nizozemski, francuski i španjolski trgovci preuzeli tu trgovinu, a otok postao meta gusarskih napada i pljački. Zbog gusarskog napada na tadašnju prijestolnicu Cidade Velha - 1712., ona je premještena u Praiu. Otočno stanovništvo je bilo u vrlo nepovoljnom položaju za vrijeme portugalske kolonijalne vlasti, tako da je na valu oslobodilačkih pokreta u Africi, masovno podržalo lidera Amílcara Cabrala i Afričku partiju za nezavisnost Gvineje i Zelenortskog otočja 1975.

## Zemljopisne i klimatske značajke
Santiago leži između otoka Maio (40 km zapadno) i Fogo (50 km istočno), u otočnoj skupini Ilhas do Sotavento (Privjetrinski otoci, južna otočna skupina) udaljen 640 km od afričke obale.
Santiago  je najveći otok Zelenortskog otočja, s površinom od 991 km2.To je vrlo brdovit otok, nešto malo manje na jugoistoku. Visoke planine u unutrašnjosti su blagodet Santiaga jer tu ima više oborina i vlage potrebne za rast usjeva. Najveći grad na otoku je Praia, na jugoistočnoj obali, ona je i najveći grad otočja i glavni grad države. Ostali veći otočni gradovi su Cidade Velha, 15 km zapadno od Paie, prva prijestolnica otočja, Assomada, 60 km sjeverno i Tarrafal na sjeveru otoka udaljen 75 km od Praie.
Otok je dug 75 km u smjeru sjever - jug, a širok 35 km u smjeru istok - zapad. Najviši vrh -  Pico da Antónia (1394 m). nalazi se gotovo u sredini otoka, na sjeveru se proteže planinski masiv Serra de Malagueta (1064 m).
Zelenortski otoci su vrlo degradirani, intenzivnom sječom šumskog pokrova u svojoj prošlosti. Zbog blizine Sahare, većina otoka je vrlo suha, ali na otocima s visokim planinama kao što je Santiago i udaljenijim od vrele afričke obale, vlažnost je znatno veća, a to je pogodovalo rastu prašuma, koje su danas vrlo degradirane zbog ljudske aktivnosti. Sjeveroistočni obronci visokih planina često dobivaju dosta kiše, a jugozapadne padine ne, to je zato što je taj dio otoka viši, pa se na tim visinama kondenzirana para ohladi i padne kao kiša ili rosa. 

### Administrativna podjela
Otok je administrativno podjeljen na 9 općina (contea) to su;
- Tarrafal
- São Miguel
- São Salvador do Mundo
- Santa Cruz
- São Domingos
- Praia
- Ribeira Grande de Santiago
- São Lourenço dos Órgãos
- Santa Catarina

## Privreda
Santiago ima najrazvijeniju poljoprivrednu proizvodnju u Zelenortskom otočju, proizvodi se; kukuruz, banane, kava, šećerna trska i tropsko voće. 
Pored poljoprivrede važno je i ribarstvo. 
U gradu Praji ima nešto manjih industrijskih pogona za preradu ribe, prehrambene proizvode i građevinski materijal, on ima i veliku morsku luku i Međunarodni aerodrom Francisco Mendes (nedavno obnovljen i proširen) koji je sjedište domaćeg avioprijevoznika TACV (Transportes Aéreos de Cabo Verde). Planira se izgradnja nove trgovačke luke u gradu Tarrafalu, na sjeverozapadnoj obali otoka.

## Vanjske poveznice
|  | Zajednički poslužitelj ima još gradiva o temi Santiago (Zelenortska Republika) |

- São Tiago Island na portalu Encyclopædia Britannica (engl.)